# Primaballerina assoluta
Primaballerina assoluta – tytuł przyznawany jest niezwykłym tancerkom, które wniosły ogromny wkład w rozwój i promocję baletu na świecie. Zaledwie kilka razy w ciągu historii tańca tytuł ten został przyznany, otrzymała go m.in. Matylda Krzesińska i Helena Cholewicka.